# خربة جرادة (صباح)

تعديل مصدري - تعديل

خربة جرادة هي إحدى قرى عزلة صباح بمديرية صباح التابعة لمحافظة البيضاء، بلغ تعداد سكانها 2099 نسمة حسب تعداد اليمن لعام 2004.